# Gamiz-Fika
Gamiz-Fika város Spanyolországban,  Bizkaia tartományban. Gamiz-Fika Mungia, Meñaka, Fruiz, Morga, Larrabetzu, Lezama és Zamudio községekkel határos. Lakosainak száma 1381 fő (2024).

## Népesség
A település népessége az utóbbi években az alábbiak szerint változott:
| Lakosok száma | 1191 | 1254 | 1283 | 1318 | 1349 | 1342 | 1361 | 1379 | 1391 | 1381 |
|               | 2001 | 2004 | 2007 | 2009 | 2012 | 2014 | 2017 | 2019 | 2022 | 2024 |